# Kızılağaç, Vize
Kızılağaç là một xã thuộc huyện Vize, tỉnh Kırklareli, Thổ Nhĩ Kỳ. Dân số thời điểm năm 2011 là 626 người.